# Camarsac
Camarsac ist eine französische Gemeinde im Département Gironde in der Region Nouvelle-Aquitaine. Die Gemeinde liegt im Einzugsgebiet der Stadt Bordeaux. Während Camarsac im Jahr 1962 über 415 Einwohner verfügte, zählt man aktuell 1034 Einwohner (Stand 1. Januar 2022).
Die Gemeinde gehört zum Kanton Créon im Arrondissement Bordeaux.

## Bevölkerungsentwicklung
| Jahr                      | 1962 | 1968 | 1975 | 1982 | 1990 | 1999 | 2006 | 2013 |
| Einwohner                 | 415  | 420  | 543  | 766  | 743  | 771  | 895  | 972  |
| Quelle: Cassini und INSEE |      |      |      |      |      |      |      |      |

## Sehenswürdigkeiten

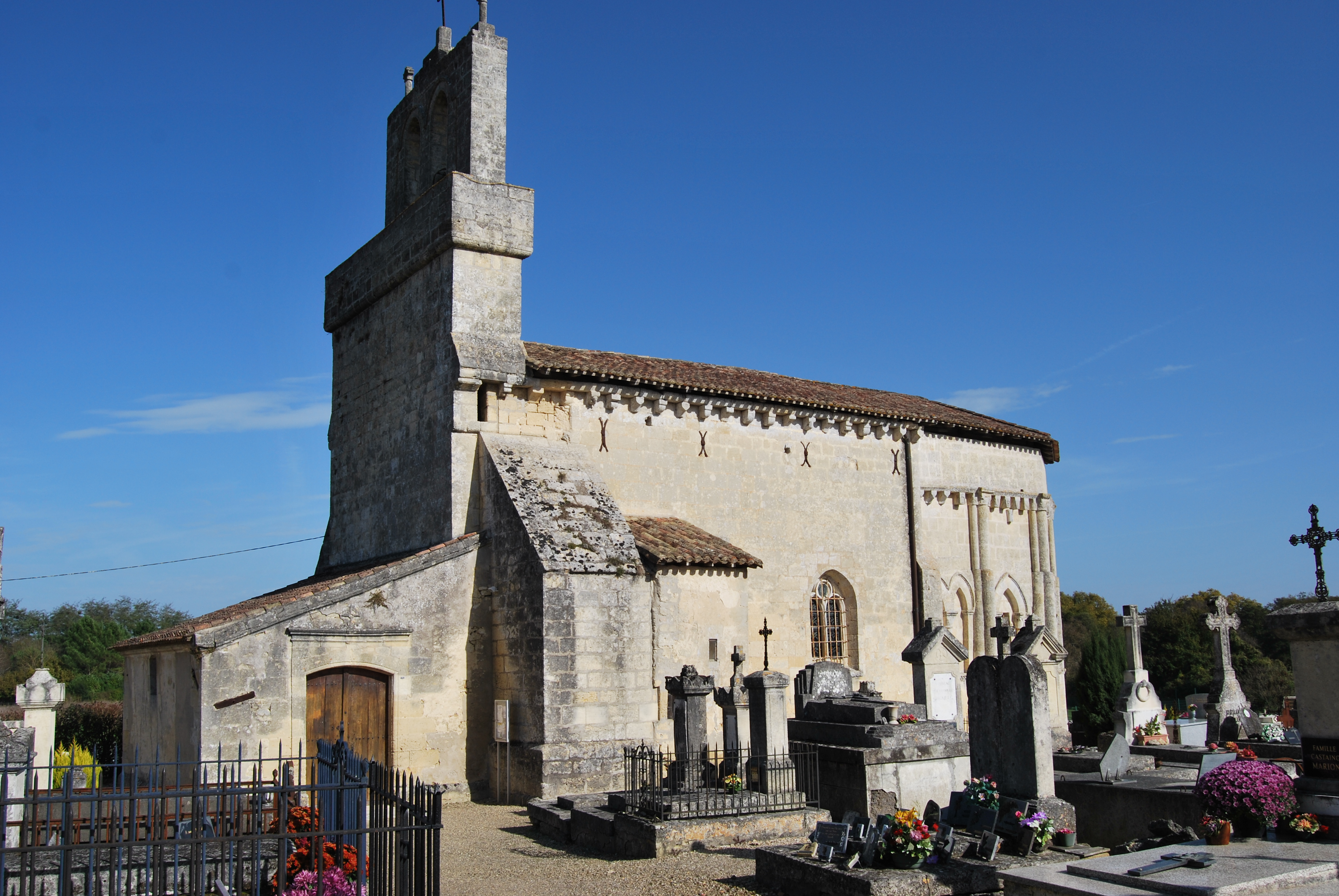
Kirche Saint-Saturnin

- Kirche Saint-Saturnin (Monument historique)

## Weinbau
Camarsac liegt in der Weinbauregion Entre-Deux-Mers.

## Gemeindepartnerschaft
Mit der spanischen Gemeinde Fuendejalón in der Provinz Saragossa (Aragon) besteht eine Partnerschaft.